# Planggenstock
Der Planggenstock ist der nördlichste Gipfel im Kanton Glarus in der Schweiz und steht gut 1200 Meter über der Linthebene mit dem seit 2010 zur Einheitsgemeinde Glarus Nord gehörenden Ort Bilten, zu dessen ehemaligen Gemeindegebiet auch der nördliche Abhang gehörte. 

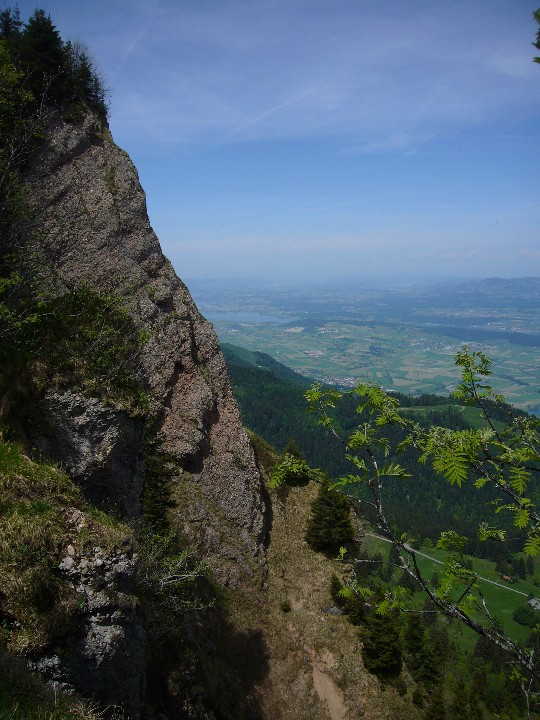
Die Nagelfluhwände des Planggenstocks über der Linthebene und dem Zürichsee

Der Gipfel und der nach Osten verlaufende Grat gegen den Hirzli bestehen aus Nagelfluh-Gestein. Dieses Gestein setzt sich auf der östlichen Seite der Linthebene am Berg Speer fort.
Nach Süden fällt die Flanke auf dem ehemaligen Gemeindegebiet von Niederurnen ab ins Niederurner Tal. In dieses Tal führt bis zum Morgenholz die Luftseilbahn Niederurnen-Morgenholz, welche 1965 vor allem auch für die Schulkinder der Bauernhöfe im Niederurnertal erstellt wurde. Diese Bahn erleichtert auch für Wanderer den Weg ins Niederurnertal und auf den Planggenstock oder auf das östlich davon gelegene Hirzli.